# 아비와 아기
《아비와 아기》(亞飛與亞基, The Days Of Being Dumb)는 홍콩에서 제작된 가수량 감독의 1992년 코미디, 액션 영화이다. 양조위 등이 주연으로 출연하였고 진가신 등이 제작에 참여하였다.

## 출연

### 주연
- 양조위
- 장학우
- 원영의
- 증지위

### 조연
- 탕진업
- 육검명
- 글렌 친